# Carabus baronii
Carabus baronii es una especie de insecto adéfago del género Carabus, familia Carabidae. Fue descrita científicamente por Heinertz en 1977.
Habita en Pakistán.